# トヨタ・ウィングレット
ウィングレット（Winglet）とは、トヨタ自動車が製作した充電式の1人乗り車両（パーソナルモビリティ）であり、車輪の配置はセグウェイ同様の横二輪である。2008年8月1日に初めて一般公開された。
トヨタ自動車はウイングレットを「パーソナル移動支援ロボット」として名目上はロボット（トヨタ・パートナーロボット）の1つとして位置づけている。

## 仕様
2008年に発表された仕様は、試作車としてタイプL・M・Sの3タイプが用意されており、どれも最高速度は時速6km、走行距離はもっとも軽量なタイプSが5km、M・Lが10kmである。
試作車の場合、マグネシウム合金など高価な素材を多用しているため、試作車と同じ状態で出すと100万円以上する。また試作車ではバリエーションが3つ用意されているが、もっとも軽いタイプSでも9.9kgあり、低価格化と軽量化が課題となっている。
発表直後から中部国際空港・ラグーナ蒲郡・トレッサ横浜などに提供して実用化に向けた施設内での走行試験を行ない、2013年7月23日にはつくばモビリティロボット実験特区で初の公道走行実験を行った。全長、幅とも約50cm、高さは約120cm。充電式で走行スピードは時速6km/h。乗った人が体の重心を前後に動かすことなどによって、走り出す仕組みになっている。2014年には豊田市立ち乗り型パーソナルモビリティ実験特区でも公道走行試験が行われた。
なお2015年現在の試作車はショートタイプとロングタイプの2種類が発表されているが、車体の全長と全高以外は共通の仕様で、重量は約20kg・走行距離は約4kmとなっている。
2015年7月10日から関係法令の改正で全国での搭乗型移動支援ロボット実証実験が可能になり、ウィングレットは定格出力500Wの電動機を搭載することから道路交通法上の原動機付自転車（歩道等移動専用）として正式に分類されることになった。ただし公道上の走行については先に認定された特区同様の手続きが必要となる。